# تيريل كروفت
تيريل كروفت (بالإنجليزية: Terrell Croft)‏ هو مهندس أمريكي، ولد في 1880، وتوفي في 1967.